# پلیس (پومرانی غربی)
پلیس (به لاتین: Police) یک شهر در لهستان است که در گمینا پلیس واقع شده‌است. پلیس ۳۶٫۸۴ کیلومتر مربع مساحت و ۴۱٬۷۴۵ نفر جمعیت دارد.

## خواهرخوانده
شهرهای Korsør، پازواک، نوویی روزدیل و Korinos خواهرخوانده‌های پلیس (پومرانی غربی) هستند.